# Сива ваш
Сива ваш или главена ваш (лат. Pediculus humanus capitis) је бескрилни инсект, паразит човечијег тела са издуженим телом, величине од 1,3 до 2 милиметра. Ова подврста човечије ваши углавном настањује косу главе човека. Веома се једноставно преноси са заражене особе (директним додиром или употребом истог прибора за чешљање, марама, капа) те је мали број људи успешно избегао заразу.